# Elecciones estatales extraordinarias en Hidalgo de 2012
Las elecciones municipales de Hidalgo de 2012 se llevarán a cabo de manera extraordinaria el domingo 18 de marzo de 2012, y en ellas se renovará:
- Santiago Tulantepec compuestos por un Presidente Municipal y regidores, electos para un periodo de tres años no reelegibles para el periodo inmediato.
- Xochicoatlán compuestos por un Presidente Municipal y regidores, electos para un periodo de tres años no reelegibles para el periodo inmediato.

## Ayuntamientos

### Por partido político
Incluyendo la elección de 2011 y 2012.
| Partido/Alianza                                | Partido/Alianza                                    | Municipios |
| ---------------------------------------------- | -------------------------------------------------- | ---------- |
|                                                | Partido Revolucionario Institucional               | 35         |
|                                                | Alianza Juntos por Hidalgo (PRI, PVEM, PANAL)      | 11         |
|                                                | Partido Acción Nacional                            | 8          |
|                                                | Partido de la Revolución Democrática               | 7          |
|                                                | Hidalgo nos Une (PRD, PAN)                         | 7          |
|                                                | Partido del Trabajo                                | 5          |
|                                                | Partido Nueva Alianza                              | 4          |
|                                                | Partido Verde Ecologista de México                 | 3          |
|                                                | Movimiento Ciudadano                               | 2          |
|                                                | Poder con Rumbo (PT-Movimiento Ciudadano)          | 1          |
|                                                | Coalición: Juntos por Hidalgo (PRI, Nueva Alianza) | 1          |
| Total                                          | Total                                              | 84         |
| Fuente: Instituto Estatal Electoral de Hidalgo |                                                    |            |

### Santiago Tulantepec de Lugo Guerrero
|  | 4.6 % |

|  | 34.7 % |

|  | 33.4 % |

|  | 0.9 % |

|  | 24.5 % |

|  | 0.5 % |

|  | 1.4 % |

|  | 100.00 % |

### Xochicoatlán
|  | 25.5 % |

|  | 32.6 % |

|  | 39.9 % |

|  | 0.7 % |

|  | 1.3 % |

|  | 100.00 % |